# Al-Arish
Al-‘Arīsh o el-Arish (in italiano anche: el-Arisc; in arabo العريش‎?, al-ʿArīsh) è una città dell'Egitto, capoluogo del Governatorato del Sinai del Nord. È nota perché da qui parte la Arab Gas Pipeline, un gasdotto che termina la sua corsa a Tripoli di Libia.

## Geografia fisica
La città è situata sulla costa mediterranea della penisola del Sinai, 344 km a nord-est del Cairo e 45 km a ovest di Rafah nella striscia di Gaza. Al-Arīsh è una località turistica che si distingue per le sue chiare acque, i diffusi palmeti lungo la sua costa, la sua morbida sabbia bianca ed un porto turistico.
La città si trova vicino alla foce del Wadi al-‘Arish, che è il più lungo corso d'acqua stagionale del Sinai.
A circa 6 km a sud della città si trova l'Aeroporto Internazionale di al-‘Arish. L'aeroporto è sede della Palestinian Airlines ed è l'aeroporto più vicino alla striscia di Gaza. La compagnia aerea ha trasferito la propria sede in tale aeroporto quando l'Aeroporto Internazionale Yasser Arafat di Rafah è stato reso inoperativo dopo la distruzione delle piste per i bombardamenti delle forze israeliane.

## Storia
La città è cresciuta intorno a un insediamento beduino presso l'antica città tolemaica di Rhinocolura.
Nel Medioevo i pellegrini avevano identificato erroneamente il sito come il Sukkot della Bibbia, l'errore è da attribuirsi al fatto che al-Arīsh in arabo significa "capanne di palma" che in ebraico corrisponde al Sukkot.
Il sito fu fortificato durante il periodo ottomano, nel 1560. Durante le guerre napoleoniche, i francesi assediarono il forte, che cadde dopo 11 giorni il 19 febbraio 1799. Nel gennaio 1800 fu sottoscritta nella città la convenzione di El Arish.
Durante la prima guerra mondiale la zona fu teatro di duri scontri fra le truppe britanniche e australiane e gli Ottomani. La fortezza fu distrutta da bombardamenti britannici.
Dopo la guerra arabo-israeliana del 1956 al-Arish passò sotto amministrazione israeliana e nuovamente dopo la guerra dei sei giorni dal 1967 al 1979, quando fu restituita pacificamente all'Egitto con la firma del trattato di pace fra Israele ed Egitto del 1979.
Il 24 novembre 2017 presso una delle moschee sufi è avvenuto il più sanguinoso attentato contro i fedeli da parte di gruppi islamici con la morte di oltre 300 persone.